# Bahía de Bantry
La bahía de Bantry (en irlandés: Cuan Baoi  / Inbhear na mBárc / Bádh Bheanntraighe) es una bahía ubicada en el condado de Cork, al suroeste de Irlanda. La bahía tienen aproximadamente 35 km del noreste al suroeste en el océano Atlántico. Tiene aproximadamente de 3 a 4 kilómetros de ancho en la cabecera y 10 km en la entrada.
La Bantry Inshore Search & Rescue Association (BISRA) proporciona un servicio de bote salvavidas de emergencia a la comunidad de la bahía de Bantry. Equipado con un RIB BISRA de rescate de alta velocidad es un recurso declarado de los guardacostas de Irlanda.

## Rasgos geográficos
La bahía tiene una profundidad de aproximadamente 40 metros en el medio, y una amplia bahía natutal, con uno de los más largos islotes en el suroeste de Irlanda, bordeado en el norte por la península de Beara, que separa la bahía de Bantry de la bahía de Kenmare. La frontera meridional es la península de Sheep's Head, que separa la bahía de Bantry de la bahía de Dunmanus. Las principales islas en la bahía son la isla Bere y la isla Whiddy. La isla Bere se encuentra cerca de la entrada a la bahía en la parte norte, cruzando los pueblos de Curryglass y Castletown Bearhaven. La ciudad de Rerrin es el asentamiento más grande de la isla. El pueblo de Ballynakilla también se encuentra allí. La isla Whiddy está en la cabecera de la bahía, cerca de la orilla meridional. Es el principal término de petróleo para Irlanda, la bahía idealmente apropiada para grandes petroleros oceánicos. ConocoPhillips ahora mantiene un Single Point Mooring (SPM) en la terminal de petróleo de la isla de Whiddy.
Las ciudades y pueblos más destacados localizados alrededor de la bahía son Adrigole, Bantry, Ballylickey, Cahermore, Cappanolsha, Castletownbere (Castletown Bearhaven), Curryglass, Foilakill, Gerahies, y Glengarriff. Muchas rutas que siguen partes de la bahía incluyen la R572 (parte del "Anillo de Beara") y la N71. El club de golf de la bahía de Bantry se encuentra en la cabecera de la bahía, al otro lado de la isla Whiddy. El castillo de O'Sullivan Beara Dunboy está justo al otro lado de la isla Bere. "Copper John" Puxley's Manor está en Dunboy.

## Historia

### Rebelión de 1798
La ciudad de Bantry, en la cabeza de la bahía, se relaciona con la rebelión irlandesa de 1798 por ser el lugar donde la flota francesa intentó lanzar primero una rebelión, incluyendo a Wolfe Tone en diciembre de 1796. La flota francesa formada por 43 buques llevando 15.000 tropas se había separado en el medio del Atlántico en grupos más pequeños para evitar ser interpcetados por la Royal Navy con órdenes para reagruparse en la bahía de Bantry. El grueso de la flota llegó con éxito, pero varios barcos, incluyendo el buque insignia Fraternité llevando al general Hoche quedaron retrasados. Mientras esperaban a su llegada, el mal tiempo intervino y la falta de liderazgo, junto con la incomodidad ante la perspectiva de quedar atrapados, forzando la decisión de regresar a Francia. Tone escribió sobre esta expedición en su diario, diciendo que Estábamos suficientemente cerca para lanzar una galleta a la orilla. La plaza en Bantry recibe hoy en día el nombre de Wolfe Tone.

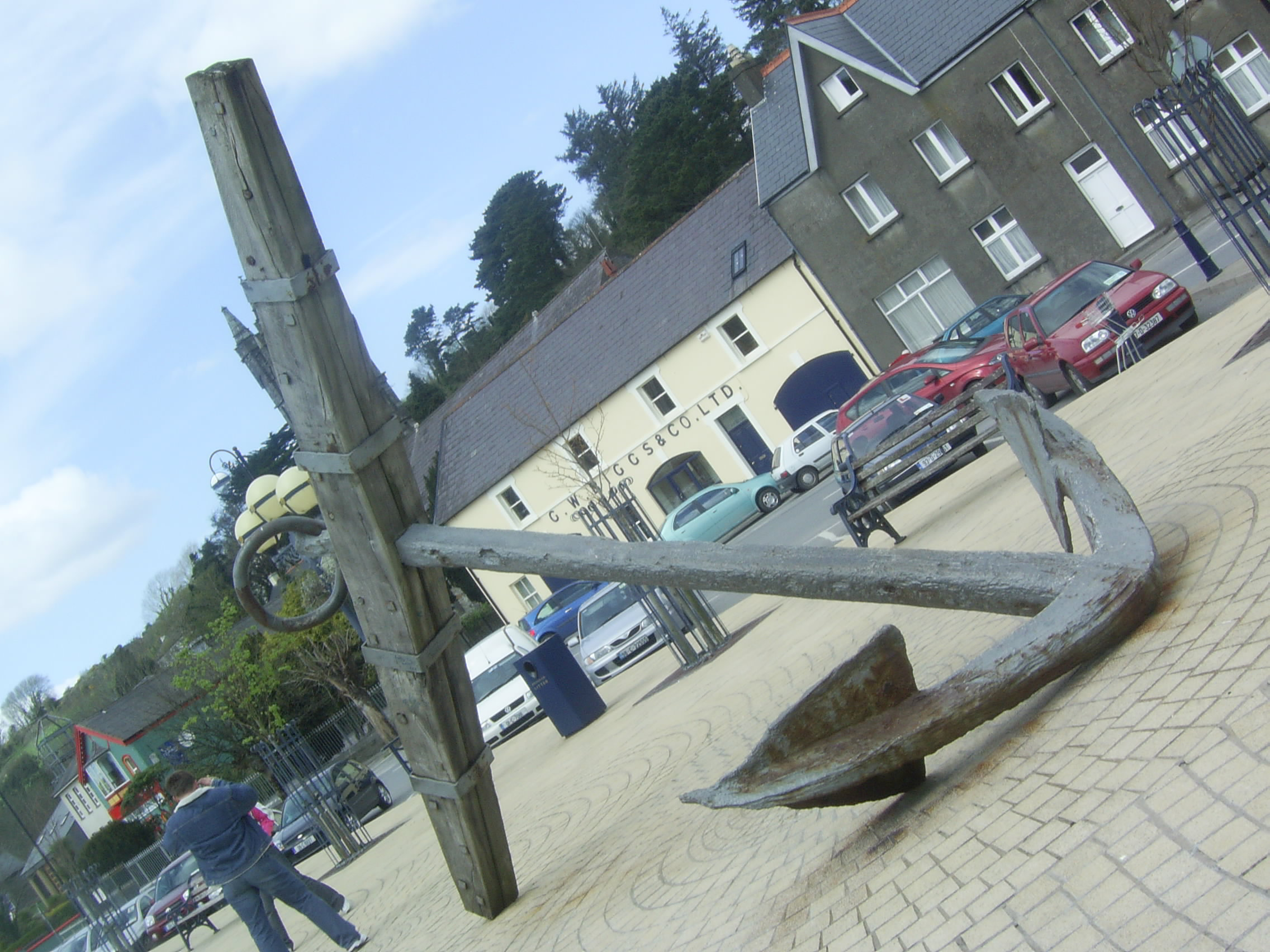
Ancla de la Armada Francesa de 1796, descubierta al noreste de la isla de Whiddy, bahía de Bantry, 1981

### Lancha de Bantry
Una lancha usada por un desembarco de exploración, estuvo en Bantry house hasta 1944, cuando fue regalada al Museo Nacional de Irlanda. En 1977 fue prestado al Instituto Marítimo de Irlanda que lo expuso en el Museo Marítimo Nacional de Irlanda, Dún Laoghaire, hasta 2003. Un modelo a escala está hoy en exposición. Fue restaurado en el Museo de Liverpool con un coste de €50,000. Actualmente (2007) está en exposición en el Museo Nacional de Irlanda, Collins Barracks, como parte de la exposición Soldiers and Chiefs ("Soldados y jefes").

### Desastre de Betelgeuse

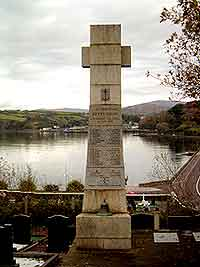
Memorial Betelgeuse, cementerio de la iglesia de san Finbarr, Bantry - mirando hacia la bahía de Bantry

El 8 de enero de 1979, cincuenta personas resultaron muertas cuando un petrolero francés, el Betelgeuse, fue descargado en la isla Whiddy cuando prendió fuego, explotó y rompió en tres pedazos. La bahía ha tenido numerosos naufragios a lo largo de los años. En 1981, mientras se emprendían esfuerzos por limpiar usando barridos de sonar para Betelgeuse, se encontró el pecio de la fragata francesa La Surveillante, que había sido hundido durante una tormenta al norte de la isla de Whiddy el 2 de enero de 1797.

## Datos geográficos
- Latitud: 51°42′ N (51.700), Longitud: 9°28′ O (-8.533), código UNCTAD: IEBYT